# Наперстянка великоквіткова
Наперсник великоцвітий, наперстянка великоцвіта, (Digitalis grandiflora Mill.) — вид рослин з родини ранникових (Scrophulariaceae).
Інші назви: наперсник жовтий, наперсточниця багряна, наперстянка великоквіткова, дзвіночки жовті, дзвоники, дзвоники жовті, жбаночки, живокон, збаночки, коровник, кукулиця, напальки, наперстки, наперстник, наперсток, наперстянка, натягач, неперстник жовтий, ползкоцвіт, рюмочник, стягач, тифун, язик волів та ін..

## Історія використання
Ця рослина в Ірландії була відома уже в V ст. У XI ст. в Німеччині її застосовували як засіб від водянки. Однак траплялися випадки отруєння через неправильне дозування, і наперстянку деякий час не використовували. Але наприкінці XVIII ст. англійський лікар Вайзеринг знайшов в архівах померлої знахарки рецепт наперстянки для лікування складних захворювань серця і вирішив його вивчити. Через 10 років наукового дослідження (у 1785 р.) він увів цю рослину в наукову медицину.

## Біологічна характеристика
Наперстянка великоквіткова — багаторічна трав'яниста рослина (40—120 см заввишки).
Кореневище коротке, товсте.
Стебло пряме, залозисте-пухнасте.
Прикореневі листки довгасто-ланцетні або ланцетні, нерівномірно-пилчасті або цілокраї, опушені, при основі звужені в короткий черешок. Стеблові листки чергові, довгасто-ланцетні, сидячі. Квітки великі, пониклі, дещо неправильно зрослопелюсткові, зібрані в довгу однобічну китицю жовтого кольору.
Плід —яйцеподібна залозиста, пухнаста багатонасінна коробочка.
Цвіте в червні — серпні.

## Місця зростання
Зустрічається наперстянка в Карпатах, на Правобережній, рідше — Лівобережній Україні. Росте у мішаних та листяних лісах, на галявинах, серед чагарників. В Карпатах часто зустрічаються зарості на десятки гектарів. Останнім часом вирощують також на квітниках, у затінених місцях парків і лісопарків.

## Практичне використання
Лікарська, отруйна і декоративна рослина.
У науковій медицині використовують листки наперстянки лат. Folia Digitalis. Препарати з них призначаються при лікуванні складних порушень кровообігу (серцевій декомпенсації), гострій і хронічній серцевій недостатності, при порушенні ритму серцевих скорочень, клапанних пороках серця та інших порушеннях серцевої діяльності.
Запах у рослини слабкий та своєрідний, смак гіркуватий.
Листки наперстянки містять серцеві глікозиди (дигітоксин, гітоксин, дигінін), сапоніни, флавоноїди та деякі інші речовини.
У ветеринарії листя наперстянки використовують при порушенні серцевої діяльності у тварин.
Всі органи наперстянки отруйні. Вживання їх тваринами у великій кількості призводить до збудження роботи серця, звуження кровоносних судин, розладу травлення.
Рослина придатна для вирощування на квітниках, а також у затінених місцях парків і лісопарків.

## Фармакологічні властивості
Листки містять різні серцеві глікозиди, сапоніни, флавоноїди, вітамін C та деякі інші речовини. Препарати з листків наперстянки призначають при лікуванні складних порушень кровообігу (серцевій декомпенсації), гострій хронічній недостатності, порушенні ритму серцевих скорочень та інших хворобах серця.

## Вирощування
Для вирощування наперстянки відводять ділянку, захищену від холодних північно-східних вітрів. Найкраще росте на легких суглинкових і супіщаних чорноземних ґрунтах, але не кислих.

### Сівба
Перед сівбою ділянку перекопують на глибину 22—27 см.

### Розмноження
Розмножують як розсадою, вирощеною в парниках, так і насінням, яке висівають під зиму або рано навесні з міжряддями 60 см. Догляд за посівами полягає в багаторазовому розпушенні ґрунту, в прополюванні та внесенні добрив (200 кг гною, 2 кг суперфосфату і 1 кг калійних солей на 100 м²).

## Заготівля
```
Листки збирають двічі: першого року
 
— в кінці літа і восени, другого
 
— на початку цвітіння та після досягнення стандартних розмірів.
```

### Збирання, переробка та зберігання
Збирають прикореневі та стеблові листки восени або навесні, до початку цвітіння, зриваючи їх руками. Складають, не трамбуючи, в невеликі кошики. Швидко сушать на горищах під залізним дахом, але краще в сушарках при температурі 55-60°. Сухі листки пакують у тюки або фанерні ящики, вистелені папером, вагою по 50 кг.
Зберігають у сухих приміщеннях на верхніх стелажах. Строк зберігання — два роки.